# Francisco Pizarro

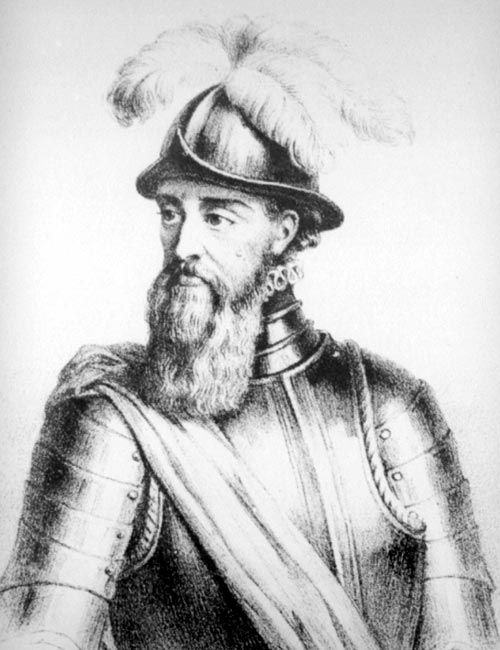
Francisco Pizarro, 1471–1541.

Francisco Pizarro González, född mellan 1471 och 1478 i Trujillo i Extremadura i Spanien, död 26 juni 1541 i Lima i Peru, var en spansk conquistador, Inkarikets erövrare och grundare av staden Lima, huvudstad i Peru. Som conquistador var han delaktig i den spanska koloniseringen av Amerika.

## Pizarros barndom
Pizarro föddes i den lilla byn La Zarza ("Törnsnåret") i Trujillo i regionen Extremadura. Hans födelseår varierar mellan olika källor och brukar anges till 1471, 1475–1478, eller okänt. Han var oäkta son till Gonzalo Pizarro (senior) vilken var officer i infanteriet och tjänstgjorde i Italien under Gonzalo Fernández de Córdoba y Aguilar, och i Navarra, med viss framgång. Hans mor hette Francisca Gonzáles Mateos, bondkvinna och hushållerska hos Beatriz Pizarro, som var Gonzalos tant. Som ung hade mamman tjänstgjort hos nunnorna i klostret San Francisco el Real i Trujillo. Francisco var den äldste brodern till Gonzalo Pizarro (junior), Juan Pizarro och Hernando Pizarro. Pizarro var också syssling till Hernán Cortés, Mexikos erövrare. Gonzalo erkände sin son, men gifte sig aldrig med modern. Francisco uppfostrades av sin mors familj, men omvårdnaden tycks ha varit dålig, och hans utbildning blev eftersatt vilket lämnade honom analfabet. 1492 överlämnade sultanen Boabdil Granada i Emiratet av Granada till det kastilianska kungaparet. Pizarro tjänstgjorde då som dräng hos mjölnaren Alonso i La Zaeza. Några år senare befann han sig i Sevilla strax efter att nyheten om Amerikas upptäckt nådde Spanien.

## Resorna till Sydamerika

### Första resan till Sydamerika
Han seglade till Nya världen 1502, anlände till Västindien och bosatte sig på ön Hispaniola, där han deltog i olika spanska upptäckts- och erövringsfärder. Han omnämns 1510 som deltagare i en expedition från Hispaniola till Urabáviken under Alonso de Ojeda, som gav honom befälet över den otursamma kolonin i San Sebastián. 1513 följde Pizarro Vasco Núñez de Balboa när denne korsade Panamanäset för att upptäcka Stilla havet och upprätta bosättningen Santa María la Antigua del Darién i nuvarande Panama 1510. Han fick också ett repartimiento av Pedro Arias de Ávila (Pedrarias), och blev kreatursbonde i Panama.

### Pizarro i Panama
När han väl kommit till Panama, rönte Pizarro framgång och fick rykte om sig att vara en modig och pålitlig man hos bosättarna. 1513 följde han med Vasco Núñez de Balboa på hans färd över Panamanäset och de blev de första européer som upptäckte Stilla Havet. Året efter, 1514, utsågs Pedro Arias de Avila (Pedrarias Dávila) till guvernör i Castilla de Oro och efterträdde Balboa. De följande fem åren kom Pizarro att stå Pedrarias Dávila mycket nära och guvernören tilldelade honom ett repartimiento med infödda och boskap. När Pedrarias Dávila beslöt sig för att göra sig av med Balboa, då han misstrodde honom, instruerade Dávila personligen Pizarro att arrestera Balboa och föra honom till rättegång. Balboa blev dömd och avrättades i januari 1519. För sin lojalitet till Pedrarias Dávila, fick Pizarro en viktig politisk ställning som borgmästare (alcalde) och fredsdomare i den då nyligen grundade Panama City, från 1519 till 1523.

### Andra resan
1522 hade Pascual de Andagoya varit på den sydamerikanska västkusten. De hade hört infödingarna där prata om en plats rikt på guld som kallades Berú (numera Peru) längs floden Pelú. Liksom alla andra ville Pizarro lägga händerna på denna förmögenhet och ingick i ett partnerskap med Hernando de Luque och Diego de Almagro. De enades om att erövra landet tillsammans och dela vinsten lika. Pizarro skulle vara expeditionsledare, Diego tillhandahöll trupper och proviant och Luque skulle se över ekonomin.
Den 13 september 1524 reste Pizarro från Panama för att erövra Peru. Men expeditionen blev ett fiasko då de drabbades av dåligt väder och konstanta attacker från infödingarna samt matbrist. När de avklarat en tredjedel av resan fick de order att återvända. Men Pizarro fortsatte med tretton av sina män, resten övergav honom. De fortsatte och nådde till sist den stora staden Tumbes i norra Peru.
Infödingarna blev överväldigade av conquistadorerna i sina skinande rustningar. Men hövdingen lät sig inte imponeras och Pizarro återvände tomhänt till Panama.

### Tredje resan

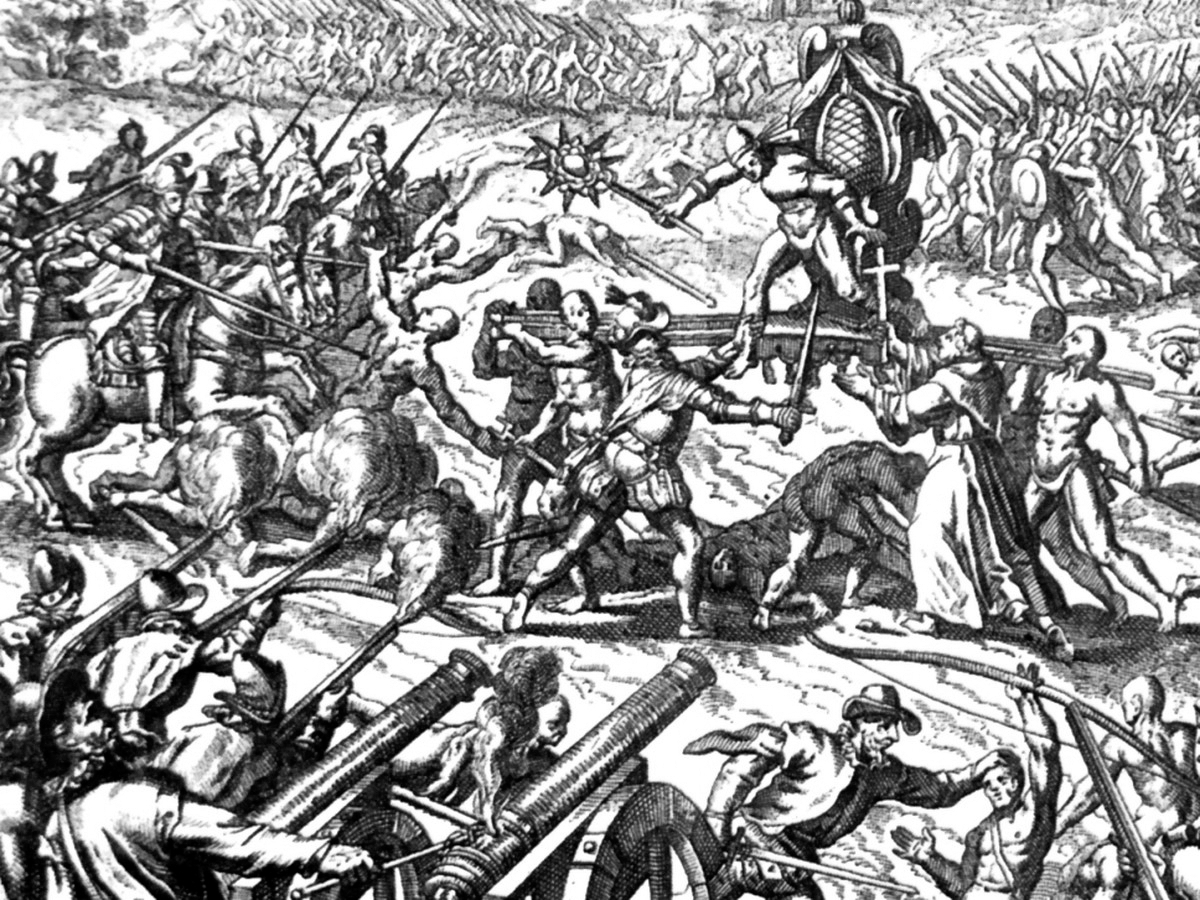
Pizarro tillfångatar Atahualpa.

Den nye guvernören i Panama slog dövörat till när Pizarro bad om att få åka på en tredje expedition och Pizarro sökte stöd på annat håll. Han återvände då till Spanien för att ansöka om tillåtelse av kungen att utforska och erövra Peru i den spanska kronans namn. Kungen lät sig blidkas och sade åt honom att erövra ”Nya Kastillien” som han kallade det. Och den 13 maj, 1531 anlände Pizarro och hans fyra bröder i Tumbes, där de grundade kolonin San Miguel de Piura.
Precis under denna period låg inkariket i mitten av ett dynastibyte och det var något av en politisk kris när Pizarro anlände. Pizarro lyckades vända situationen till sin fördel och anordnade ett möte med den ledande kandidaten till kungaplatsen - Atahualpa. Atahualpa trodde att conquistadorerna var gudar som återvände och bjöd in honom till sitt palats efter att ha rådfrågat sina astrologer.
Pizarro anlände med ynka 106 fotsoldater och 62 ryttare och gick mitt in i en arme av 40.000 inkaindianer. I denna kniviga situation var spanjorerna tvungna att förhandla snabbt. Han ledde in hövdingen i ett bakhåll och dödade hans livvakt. Pizarro själv tog Atahualpa som gisslan den 16 november 1532.
Pizarro krävde två rum fulla av silver och ett fullt av guld för att frige Atahualpa. Atahualpas undersåtar skaffade fram detta men trots det ströp Pizarros män Atahualpa den 26 juli 1533, med ursäkten att han skulle ha begått mord (på sin bror), polygami, förskingring och nepotism.

## Efter invasionen

### Maktkampen med Diego de Almagro
1535 grundade Pizarro staden Ciudad de los Reyes (senare Lima) och fick makten över de norra delen av det erövrade landet. Almagro, hans tidigare kompanjon, gjorde anspråk över de södra delarna och drog, missnöjd över sin uteblivna belöning och ära för tillfångatagandet av inkakejsaren, söderut 1535 med en egen här. Sedan Manco Inca 1536 inlett en belägring av Cuzco med 100,000 inkakrigare drev Pizarro framgångsrikt bort en annan här från Lima och bekämpade inkastyrkorna med vissa framgångar men utan möjlighet att nedslå upproret helt. 1537 återvände Almagro från Chile, där han illegitimt grundat ett eget vicekungadöme med sig själv som guvernör och intog huvudstaden sedan han drivit bort Manco Incas styrkor. Pizarros bröder Hernando och Gonzalo fängslades men den senare lyckades fly och efter förhandlingar mellan Almagro och Pizarro, där den senare lovade att uppge sitt anspråk på guvernörskapet, släpptes även Hernando. Detta tjänade föga Almagros sak då strider på nytt utbröt varpå Almagro besegrades 1538 vid Las Salinas, tillfångatogs och avrättades offentligt i Cuzco på Pizarros anstiftan.

### Pizarros död
26 juni 1541 hämnades Almagros son Diego de Almagro el Mozo med att leda ett kuppförsök i Lima i vilket Francisco Pizarro mördades. Almagro den yngre försökte därefter göra anspråk på sin faders anhängare för att vinna makten i Peru med föga framgångar, samlade en armé men besegrades följande år, tillfångatogs och avrättades i Cuzco av Pizarros anhängare. Det blev inget slut på rivaliteten förrän den spanska kungen år 1542 skickade sin egen visir att styra över kolonin.

### Pizarros bröder
Pizarros yngsta halvbror, Juan, hade stupat i ett motanfall 1537 under belägringen av Cuzco. Den något äldre brodern Gonzalo halshöggs efter nederlag på slagfältet i en sista desperat strid med regeringsstyrkor 1548 medan Hernando, som rest hem till Spanien året innan mordet på Francisco, fängslades på kung Karl I:s anstiftan för förskingring och resning mot kungamakten och släpptes 1560 efter tjugo år i fängelse. Han avled 1578 eller 1608.